# 拂水桥
拂水桥原名福庆桥，俗称“三条桥”，位于中国江苏省常熟市西门外甸桥村三星村，跨山前塘。正对虞山锦峰之拂水岩。该桥为单孔石拱桥，南北走向，高4.6米，长31米。始建于明，清代中期重建。1982年11月17日，拂水桥公布为常熟市文物保护单位
。